# Lars Peldan
Lars Johan Peldan (11. srpna 1827 - 20. listopadu 1873 Pietarsaari ) byl zpočátku finský námořník a později fotograf. Byl považován za prvního finského profesionálního fotografa.

## Životopis
Lars Peldan se stal známým jako jeden z prvních fotografů pracujících v Oulu. O fotografii se začal zajímat na svých cestách po Anglii a později se stal profesionálním cestujícím fotografem především na pobřeží Botnického zálivu v letech po Krymské válce . Patřil k nejpilnějším fotografům své doby v celém Finsku, například v Oulu v létě 1860 pořídil asi za dva měsíce 700 fotografií. Peldan produkoval portréty zejména jako studiové práce pod ochrannou známkou „L.J. Peldan Fotograf“.